# Бунин, Алексей Николаевич
Алексей Николаевич Бунин (1858—1906) — русский военачальник, генерал-лейтенант.

## Биография
Родился 28 января 1858 года в православной семье.
Образование получил в Полоцком кадетском корпусе.
В военную службу вступил 11 августа 1876 года.
Окончил 1-е военное Павловское училище. Выпущен подпоручиком (ст. 16.04.1878) с зачислением по армейской пехоте и прикомандированием к Лейб-гвардии Резервному полку. Переведен в Гвардию с чином прапорщика (ст. 09.05.1879). Подпоручик (ст. 28.03.1882). Поручик (ст. 01.01.1885).
Штабс-капитан (ст. 05.08.1892). Капитан (ст. 02.04.1895), командовал ротой.
Находился в отставке с 25.04.1902 по 29.04.1904.
Полковник (ст. 10.12.1902). Командовал батальоном. Командир 33-го Восточно-Сибирского стрелкового полка (с 01.07.1904).
Участник русско-японской войны 1904—1905, был контужен у д. Сандепу.
Генерал-майор (пр. 1909; ст. 19.01.1909; за отличие). Командир 1-й бригады 1-й Сибирской стрелковой дивизии (с 19.01.1909).
Участник Первой мировой войны. В июне 1915 года в чине генерал-майора был командующий 4-й Сибирской стрелковой дивизией. За отличия командиром 1-й бригады 1-й Сибирской стрелковой дивизии награждён орденом Св. Георгия 4-й степени. Начальник 4-й Сибирской стрелковой дивизии (22.04.-29.10.1915).
Генерал-лейтенант (ст. 15.02.1915). Состоял в резерве чинов при штабе Петроградского военного округа (с 29.10.1915). На 10 июля 1916 года — в том же чине и должности.
Начальник 16-й Сибирской стрелковой дивизии (07.02.-18.04.1917). Уволен со службы по прошению 9 сентября 1917 года.
После октябрьской революции был участником Белого движения на востоке России. Начальник гарнизона города Никольск-Уссурийский на январь 1919 года. В 1920 году был на службе в вооруженных силах Временного Приамурского правительства.
9 июня 1920 года был зачислен в резерв для увольнения в отставку и назначения пенсии.
Дальнейшая судьба А. Н. Бунина неизвестна.

## Награды
- Награждён орденом Св. Георгия 4-й степени (21 июня 1915) и Золотым оружием «За храбрость» (8 января 1906).
- Также награждён орденами Св. Станислава 2-й степени с мечами (1904); Св. Анны 2-й степени с мечами (1904); Св. Владимира 4-й степени с мечами и бантом (1905); Св. Владимира 3-й степени с мечами (1906); Св. Станислава 1-й степени (1913); Св. Анны 1-й степени с мечами (1915).